# Rainer Zobel
Rainer Zobel (* 3. listopad 1948, Wrestedt) je bývalý německý fotbalista, záložník. Po skončení aktivní kariéry působil jako trenér.

## Fotbalová kariéra
V německé bundeslize hrál za Hannover 96 a FC Bayern Mnichov, nastoupil ve 246 ligových utkáních a dal 23 gólů. Kariéru končil v nižší německé soutěži v týmu Lüneburger SK. Třikrát vyhrál s Bayernem bundesligu. Za západoněmeckou amatérskou fotbalovou reprezentaci nastoupil v letech 1967–1970 v 18 utkáních a za západoněmecký reprezentační B-tým nastoupil v roce 1972 v 1 utkání. V Poháru mistrů evropských zemí nastoupil ve 23 utkáních a dal 2 góly, v Poháru vítězů pohárů nastoupil v 7 utkáních a v Poháru UEFA nastoupil v 16 utkáních. V Superpoháru UEFA nastoupil v 1 utkání. S Bayernem vyhrál v letech 1974–1976 třikrát Pohár mistrů evropských zemí.

## Ligová bilance
| Ročník                               | Zápasy | Góly | Klub              |
| ------------------------------------ | ------ | ---- | ----------------- |
| Německá fotbalová Bundesliga 1968/69 | 33     | 4    | Hannover 96       |
| Německá fotbalová Bundesliga 1969/70 | 33     | 0    | Hannover 96       |
| Německá fotbalová Bundesliga 1970/71 | 34     | 3    | FC Bayern Mnichov |
| Německá fotbalová Bundesliga 1971/72 | 32     | 4    | FC Bayern Mnichov |
| Německá fotbalová Bundesliga 1972/73 | 28     | 2    | FC Bayern Mnichov |
| Německá fotbalová Bundesliga 1973/74 | 28     | 5    | FC Bayern Mnichov |
| Německá fotbalová Bundesliga 1974/75 | 31     | 1    | FC Bayern Mnichov |
| Německá fotbalová Bundesliga 1975/76 | 27     | 4    | FC Bayern Mnichov |
| CELKEM Bundesliga                    | 246    | 23   |                   |